# 暗黑破壞神在身邊。
《暗黑破壞神在身邊。》是亞樹新創作的日本漫畫作品。於2013年1月15日發售的《月刊Comic Gene》（KADOKAWA Media Factory）2013年2月號開始連載，於2020年4月15日發售的《月刊Comic Gene》2020年5月號連載結束。喜劇漫畫，描繪了主角小雪芹，因自己的吐槽氣質而最討厭渴望被吐槽的人。然而，盯上他的卻是外表、言行、氣場、甚至其存在本身都充滿槽點的最強中二高中生——花鳥兜。單行本發行累計數突破50萬部。
2016年改編成廣播劇CD，2020年改編成電視動畫。

## 劇情簡介
擁有超強吐槽氣質的高中生小雪芹，因自己的吐槽氣質而最討厭渴望被吐槽的人。然而，盯上他的卻是外表、言行、氣場、甚至其存在本身都充滿槽點的最強中二高中生——花鳥兜。發誓絕對不吐槽他的芹，終究還是沒有忍住。他的周圍，有點奇怪的傢伙們也開始漸漸聚集……時而爆笑時而可愛的男子高中生喜劇故事即將拉開序幕。

## 登場角色
聲優為廣播劇CD、電視動畫共通。
小雪芹（聲：福山潤、赤﨑千夏〈童年時期〉）
本作的主角。花鳥兜稱小雪芹是他的前世夥伴－冰上祈禱師「蓋修提伯」。是一位有強烈吐槽氣息但討厭吐槽渴望被吐槽的人，想過普通生活的高二學生。對花鳥的中二病行為、「想被關注」、「期待被吐槽」、「引誘對方攻擊」卻還是會忍不住反應；加上月宮等人的不斷「騷擾」，讓他不得不狂吐槽？！每當吐槽過度，就會獲得一枚小雪之墓。從小的願望是成為一名教師。生日2月22日。
花鳥兜（聲：櫻井孝宏、川井田夏海〈童年時期〉）
最強的中二病高中生。上了高中以後，還留著中二病的特徵，自稱－光之騎士「修德魯姆特」，右眼封印著暗黑破壞神「米蓋爾」，只要拿掉眼罩暗黑破壞神就會出現。也因為這種性格讓他不斷被小雪吐槽，飼有小狗刻耳柏洛斯、貓咪薛丁格，寄養在月宮家。刻耳柏洛斯名字由來是地獄三頭犬，右眼與主人一樣蓋著眼罩，生日4月29日。
月宮宇津木（聲：木村良平、山根綺〈童年時期〉）
小雪芹與花鳥兜的同班同學，和花鳥是童年玩伴。花鳥在鬧的時候，他總是會用手機拍下來傳給小雪，對小雪經常發動讀心術準確到嚇到小雪，眼睛的顏色是個謎。生日12月12日。
君屋響（聲：代永翼）
擁有不幸體質，只要有他存在，就會出現屍體，班級運動會也會輸，因此自稱為暗黑破壞神四天王之一「希里烏斯」。總是拿著大大的鐮刀仿製品。是小雪等人的學弟一年級生。性格內向，憧憬與自己同類的花鳥。生日5月9日。
最上君影（聲：立花慎之介、長野佑紀〈童年時期〉）
小雪芹的兒時玩伴。因為記著小時候所受到的恩情，轉學到小雪的班上。總是側戴著般若面具與持著刀。生日9月29日。
時宗樒（聲：鳥海浩輔、長妻樹里〈童年時期〉（日本）；陳彥鈞（台灣））
原為花鳥兜的組團同夥死亡公牛，在三刀矢高中校外教學時抓走花鳥兜，是少數知道他中二病過去的人，生日6月17日。
澄楚琴子（聲：茅野愛衣）
性格溫和沉穩。小雪芹憧憬的對象，兩人曾交換電話與電郵。似乎很在意小雪和花鳥之間的關係。生日11月14日。
最上鈴蘭（聲：生田善子）
和哥哥君影是雙胞胎，擅長塔羅牌占卜，常著蘿莉塔服裝。生日9月29日。
相津（聲：增田俊樹）
小雪芹的朋友。喜歡他的奶奶那個年代的遊戲。
老師（聲：近藤孝行）
小雪芹的班級導師。
八重（聲：赤﨑千夏）
澄楚琴子的兒時玩伴，也是最好的朋友，他比任何人都在乎琴子。
刻耳柏洛斯（聲：赤﨑千夏）
在雨天被花鳥撿到的棄犬。花鳥稱之是曾一起渡過生死關頭的夥伴，地獄的看門犬刻耳柏洛斯。
千佳子（聲：小倉唯）
幼兒園小孩，曾在家庭餐廳差點被熱咖啡潑到，被花鳥兜所救。

## 出版書籍
| 卷數 | KADOKAWA       | KADOKAWA               |
| 卷數 | 發售日期       | ISBN                   |
| ---- | -------------- | ---------------------- |
| 1    | 2013年7月27日  | ISBN 978-4-04-066269-5 |
| 2    | 2014年1月27日  | ISBN 978-4-04-066258-9 |
| 3    | 2014年7月26日  | ISBN 978-4-04-066824-6 |
| 4    | 2015年2月27日  | ISBN 978-4-04-067274-8 |
| 5    | 2015年8月27日  | ISBN 978-4-04-067580-0 |
| 6    | 2016年3月26日  | ISBN 978-4-04-068233-4 |
| 7    | 2016年12月26日 | ISBN 978-4-04-068807-7 |
| 8    | 2017年8月26日  | ISBN 978-4-04-069362-0 |
| 9    | 2018年2月27日  | ISBN 978-4-04-069712-3 |
| 10   | 2018年10月25日 | ISBN 978-4-04-065193-4 |
| 11   | 2019年11月27日 | ISBN 978-4-04-064151-5 |
| 12   | 2020年4月27日  | ISBN 978-4-04-064495-0 |

## 電視動畫
電視動畫於2020年1月至3月期間播放。於AT-X上放送。全12話。

### 製作人員
- 原作 - 亜樹新[4]
- 監督 - 濁川敦[4]
- 系列構成 - 高橋奈津子[4]
- 人物設計 - 中野裕紀[4]
- 副人物設計 - 山本周平、浦島美紀
- 服裝設計、場景設計  - 杉山友美
- 美術監督 - 李書九
- 美術設計 - 姜美香
- 色彩設計 - いわみみか。
- 攝影監督 - 赤尾英美
- 編輯 - 新見元希
- CG導演 - 柴田渉
- 音響監督 - 森下広人
- 音樂 - はらかなこ[4]
- 音樂製作人 - 近藤貴郎
- 音樂製作 - YTE
- 製作人 - 佐藤友紀、瀬川昇、正木大督、宮本秀晃、黒須信彦、徐伊葭、吉田健人、岡田秀信、礒谷徳知、藁科知之、西村哲宣、佐々木秀太
- 動畫製作人 - はとりあゆむ
- 動畫製作 - EMT Squared[4]
- 製作 - YTE、KADOKAWA、EMT Squared、Crunchyroll、JY Animation、MAGNET、Video Market、AT-X、Being、東映VIDEO

### 主題曲
片頭曲〈Take mo' Chance〉
歌:all at once, 作詞・作曲・編曲: Ra-U。
片尾曲
歌：, 作詞・作曲・編曲: 松坂康司。

### 各話列表
| 話數   | 標題                 | 劇本       | 分鏡         | 演出     | 作畫監督                                                                           | 總作畫監督              | 放送日         |
| ------ | -------------------- | ---------- | ------------ | -------- | ---------------------------------------------------------------------------------- | ----------------------- | -------------- |
| 第1病  | Darlin' from hell    | 高橋奈津子 | 濁川敦       | 濁川敦   | 川添亜希子、 畠山佳苗、 太田悌記、 中村浩一                                        | 中野裕紀                | 2020年 1月11日 |
| 第2病  | Eyes On Me           | 高橋奈津子 | 星野真       | 星野真   | 杉田葉子、 関本美穂                                                                | 谷津美弥子              | 1月18日        |
| 第3病  | death wish           | リンリン   | 濁川敦       | 森田侑希 | 飯飼一幸、 中島美子、 兼子秀敬、 K_production                                      | 中野裕紀                | 1月25日        |
| 第4病  | Travel Rock          | 藤本冴香   | 中村哲治     | 嵯峨敏   | 薮田裕希、 池津寿恵、 塚本歩                                                       | 谷津美弥子              | 2月1日         |
| 第5病  | Ghost of My Dream    | 高橋奈津子 | 濁川敦       | 東田夏実 | 太田悌記、 畠山佳苗、 川添亜希子、 杉村苑美                                        | 杉村苑美                | 2月8日         |
| 第6病  | Brilliant Destiny    | 青谷真哲   | 朝岡卓矢     | 朝岡卓矢 | 塚本歩、 畠山佳苗、 川添亜希子、 太田悌記、 和田勝之、 中村浩一                    | 中野裕紀谷、 谷津美弥子 | 2月15日        |
| 第7病  | Blurry Eyes          | リンリン   | 竹之内和久   | 南康宏   | 杉田葉子、 関本美穂                                                                | 谷津美弥子、 杉村苑美   | 2月22日        |
| 第8病  | SWEET HEART MEMORY   | 高橋奈津子 | 森田侑希     | 森田侑希 | 中島美子、 関本美穂、 松下純子、 K_production                                      | 杉村苑美                | 2月29日        |
| 第9病  | So Merry Christmas   | 藤本冴香   | 中村憲由     | 栗井重紀 | 石原彩子、 田内亜矢子、 薮田裕希、 杉村苑美                                        | 中野裕紀                | 3月7日         |
| 第10病 | Happy Happy Greeting | 青谷真哲   | 佐藤まさふみ | 東田夏実 | 太田悌記、 塚本歩、 畠山佳苗、 小林雅和、 杉村苑美                                 | 杉村苑美                | 3月14日        |
| 第11病 | In the future        | リンリン   | 嵯峨敏       | 嵯峨敏   | 杉田葉子、 田内亜矢子、 石原彩子、 大川美穂子、 大久保歩美、 永田善敬、 渡辺るりこ | 谷津美弥子、 杉村苑美   | 3月21日        |
| 第12病 | secret room          | 高橋奈津子 | 濁川敦       | 濁川敦   | 杉村苑美、 上田恵理、 塚本歩、 川添亜希子、 畠山佳苗、 太田悌記、 北村淳一         | 中野裕紀                | 3月28日        |

### 播放電視台
| 播放日期                | 播放時間                   | 播放電視台 | 聯播網   | 備註                                  |
| ----------------------- | -------------------------- | ---------- | -------- | ------------------------------------- |
| 2020年1月11日 - 3月28日 | 星期六 21:00 - 21:30       | AT-X       | 日本全域 | 參與製作 / CS放送 / 字幕放送 / 有重播 |
| 2020年1月12日 - 3月29日 | 星期日 22:00 - 22:30       | TOKYO MX   | 東京都   |                                       |
|                         | 星期日 23:30 - 星期一 0:00 | SUN電視台  | 兵庫縣   |                                       |
| 2020年1月14日 - 3月31日 | 星期二 0:00 - 0:30         | BS富士     | 日本全域 | BS/BS4K放送 / 《ANIME GUILD》時段     |

### BD / DVD
| 卷數 | 發售日期      | 收錄話數        | 規格編號   | 規格編號   |
| 卷數 | 發售日期      | 收錄話數        | BD         | DVD        |
| ---- | ------------- | --------------- | ---------- | ---------- |
| 1    | 2020年3月11日 | 第1話 ~ 第3話   | BSZD-08231 | DSZD-08231 |
| 2    | 2020年4月8日  | 第4話 ~ 第6話   | BSZD-08232 | DSZD-08232 |
| 3    | 2020年5月13日 | 第7話 ~ 第9話   | BSZD-08233 | DSZD-08233 |
| 4    | 2020年6月10日 | 第10話 ~ 第12話 | BSZD-08234 | DSZD-08234 |

## 外部連結
- 電視動畫《暗黑破壞神在身邊。》官方網站 （页面存档备份，存于）（日語）
- 電視動畫《暗黑破壞神在身邊。》官方推特 （页面存档备份，存于）（日語）
- 《暗黑破壞神在身邊。》CD廣播劇官網 （页面存档备份，存于）（日語）
- 《暗黑破壞神在身邊。》動畫官方微博 （页面存档备份，存于）